# Кремонские анналы
Кремонские анналы лат. Annales Cremonenses — написанные на латинском языке анналы города Кремона. Сохранились в рукописи XVIII в. Охватывают период с 1096 по 1233 гг. Содержат сведения главным образом по истории Кремоны и Италии XI—XIII веков. Материалами их активно пользовался при написании своей «Всемирной хроники» епископ Сикард Кремонский (1155—1215).

## Издания
- Annales Cremonenses / ed. Ph. Iaffe // MGH, SS. Bd. XVIII. Hannover, 1863, p. 800-807[2].

## Переводы на русский язык
- Кремонские анналы - в переводе И. М. Дьяконова на сайте Восточная литература